# Jordan King

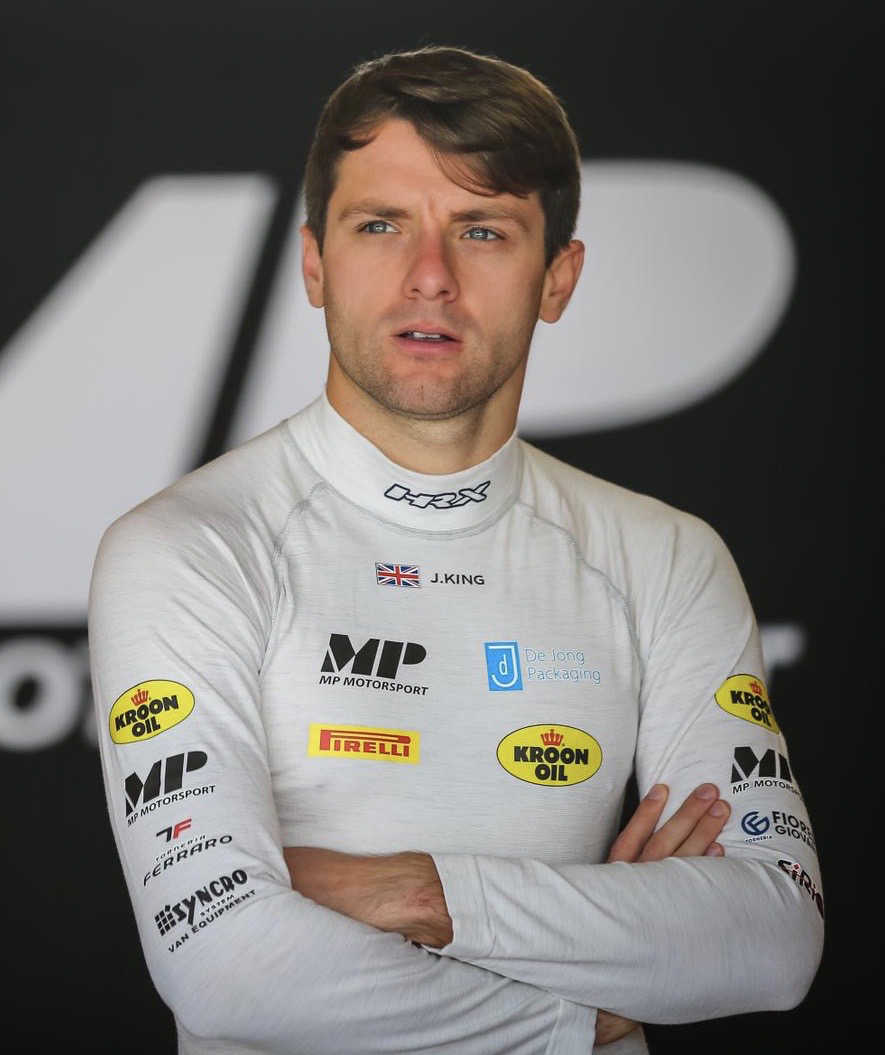
Jordan King (2019)

Jordan King (* 26. Februar 1994 in Warwick) ist ein britischer Automobilrennfahrer. Er trat 2013 und 2014 in der europäischen Formel-3-Meisterschaft an. 2013 wurde er britischer Formel-3-Meister. Von 2015 bis 2019 (mit Unterbrechung bei den IndyCars 2018) startete er in der FIA-Formel-2-Meisterschaft (ehemals GP2-Serie).

## Karriere
King begann seine Motorsportkarriere 2005 im Kartsport, in dem er bis 2010 aktiv war. Unter anderem wurde er 2009 asiatisch-pazifischer KF3-Meister. 2010 gab er zudem sein Formelsportdebüt beim Saisonfinale der Formel Palmer Audi. King erzielte auf Anhieb eine Pole-Position und beendete ein Rennen als Zweiter. In der Gesamtwertung wurde er 23. Im Anschluss wechselte er zu Manor Competition und nahm am Wintercup der britischen Formel Renault teil. Diesen beendete er auf dem 15. Platz im Gesamtklassement.
2011 startete er für Manor Competition in der britischen Formel Renault. Mit einem zweiten Platz erzielte er in der Saison die beste Platzierung seines Rennstalls. Er beendete die Saison auf dem achten Meisterschaftsplatz. Anschließend trat er für Manor Competition auch in der Winterserie an. In dieser wurde er Zwölfter. Außerdem nahm King 2011 in der FIA-Formel-2-Meisterschaft an sechs Rennen teil. Er wurde damit zum bis dahin jüngsten Fahrer dieser Kategorie. Bereits Ende 2009 absolvierte er seine erste Formel-2-Testfahrt. King erzielte bei vier dieser Rennen Punkte und ein fünfter Platz war sein bestes Ergebnis. Am Saisonende lag er auf dem 14. Gesamtrang. Außerdem stieg er zur zweiten Saisonhälfte in die nordeuropäische Formel Renault ein, wo er für MP Motorsport startete. Mit einem zweiten Platz als bestes Resultat und insgesamt vier Podest-Platzierungen wurde er Zehnter in der Fahrerwertung. Anfang 2012 ging King für M2 Competition in der Toyota Racing Series, der höchsten Monoposto-Rennserie Neuseelands, an den Start. Er gewann ein Rennen und stand viermal auf dem Podium. Am Saisonende lag er auf dem fünften Platz im Gesamtklassement. Anschließend ging King für Manor MP Motorsport, einer Kooperation zwischen Manor Competition und MP Motorsport, im Formel Renault 2.0 Eurocup an den Start. Mit einem dritten Platz als beste Platzierung beendete er die Saison auf dem 13. Gesamtrang. Darüber hinaus nahm King für Manor MP Motorsport an der nordeuropäischen Formel Renault teil. Er gewann ein Rennen und stand insgesamt neunmal auf dem Podest. Mit 316 zu 376 Punkten unterlag er Jake Dennis und wurde Vizemeister.

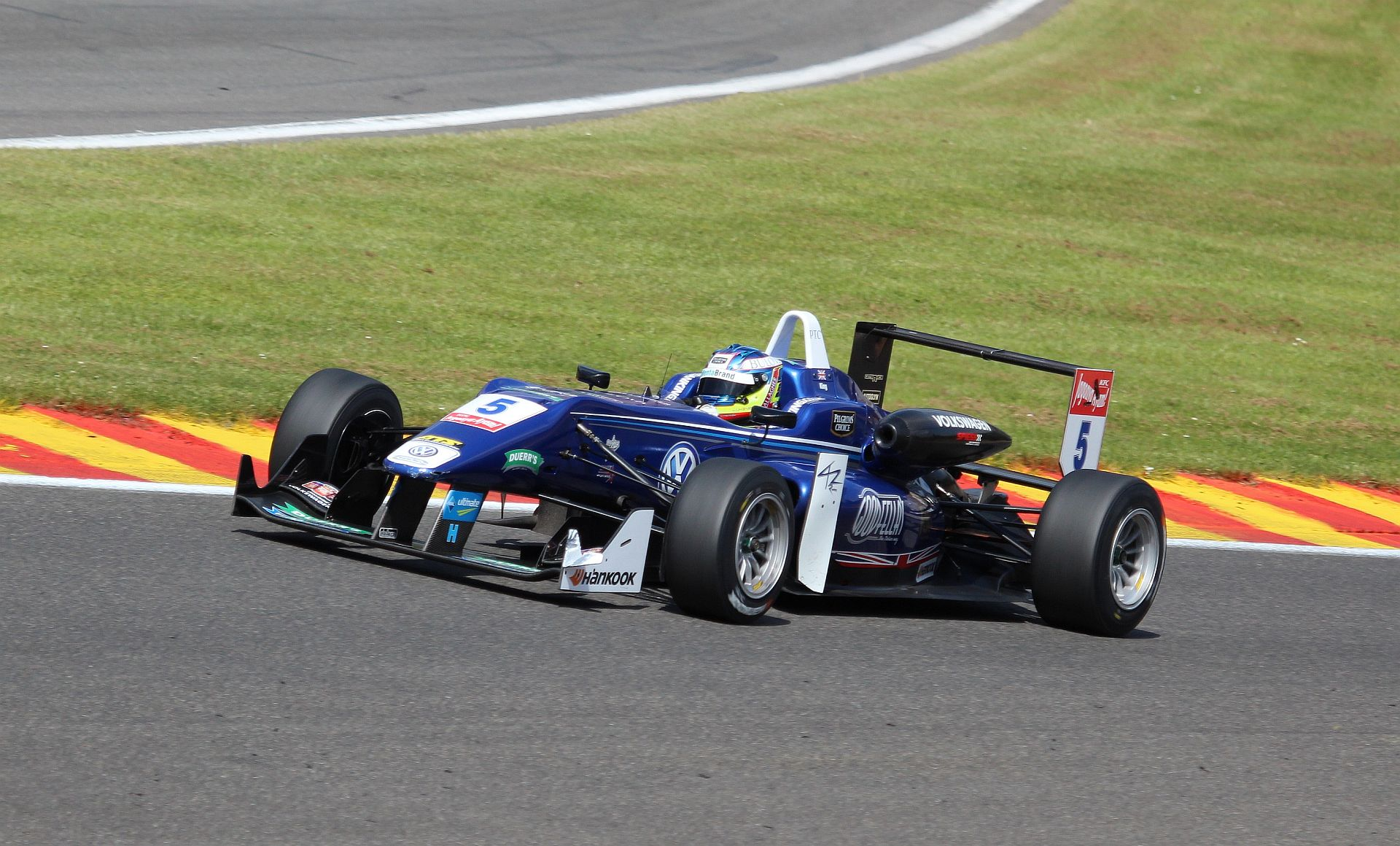
Jordan King in Spa-Francorchamps in der europäischen Formel-3-Meisterschaft 2014

2013 wechselte King zu Carlin in die europäische Formel-3-Meisterschaft. Mit vier Podest-Platzierungen wurde King Sechster der Fahrerwertung. Damit unterlag er seinem Teamkollegen Harry Tincknell, der mit einem Rennsieg den fünften Gesamtrang belegte. Darüber hinaus nahm King 2013 für Carlin an der britischen Formel-3-Meisterschaft teil. Mit vier Siegen und insgesamt acht Podest-Platzierungen in zwölf Rennen entschied er den Titel für sich. Mit 176 zu 135 Punkten setzte er sich gegen Antonio Giovinazzi durch. 2014 blieb King bei Carlin in der europäischen Formel-3-Meisterschaft. King wurde viermal Zweiter und dreimal Dritter. Im Gesamtklassement erreichte er damit den siebten Rang.
2015 wechselte King zu Racing Engineering in die GP2-Serie. Mit einem zweiten Platz als bestem Ergebnis wurde er Zwölfter in der Fahrerwertung. Intern unterlag er seinem Teamkollegen Alexander Rossi mit 60 zu 181,5 Punkten. 2015 und 2016 war er außerdem Testfahrer für Manor Racing in der Formel 1. 2016 absolvierte King seine zweite GP2-Saison für Racing Engineering. Er gewann – wie auch sein Teamkollege Norman Nato – zwei Rennen. Im Gesamtklassement verbesserte er sich auf den siebten Platz.  2017 wechselte King innerhalb der Meisterschaft, die im Winter in FIA-Formel-2-Meisterschaft umbenannt worden war, zu MP Motorsport. Er beendete die Saison als Elfter. Sein bestes Resultat war ein vierter Platz.
2018 wechselte er in die amerikanische IndyCar Series zu Ed Carpenter Racing. Dort fuhr er in seiner ersten Saison nur auf den Rundkursen. Gleich bei seinem ersten Rennen in St. Petersburg konnte er Führungsrunden sammeln. Das Rennen beendete er als 21. In Toronto konnte er erneut Führungskilometer sammeln. Die Saison beendete er als viertbester Rookie auf Gesamtplatz 22. Sein bestes Ergebnis war ein 11. Platz in Toronto.

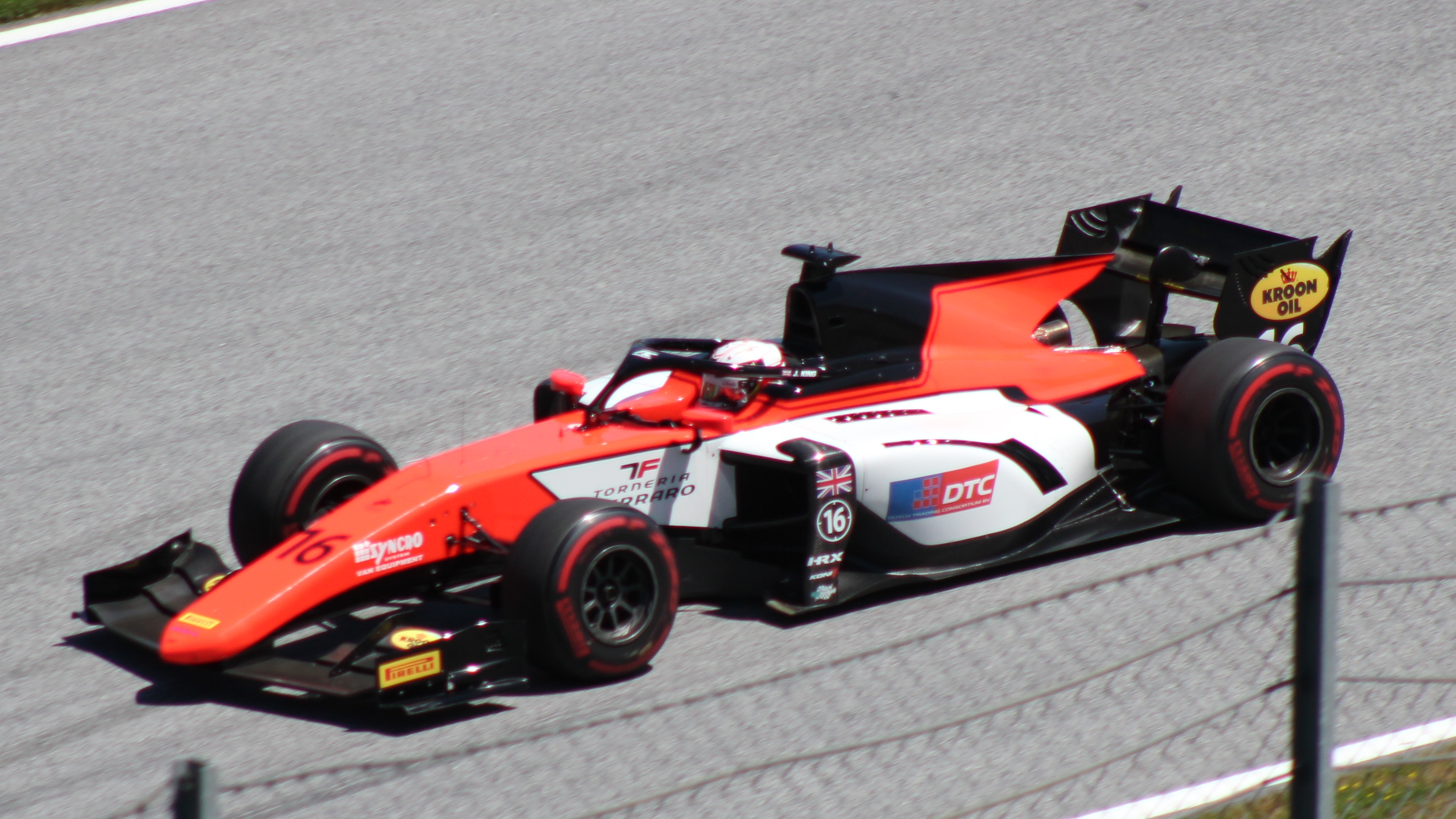
Jordan King beim Formel-2-Rennen in Spielberg 2019

In der Saison 2019 fuhr er das Indianapolis 500 für Rahal Letterman Lanigan Racing. Er beendete es auf Platz 24. Außerdem trat er für Jackie Chan DC Racing bei den 24 Stunden von Le Mans an. Dort fiel er nach 199 absolvierten Runden aus. King kehrte 2019 zu seinem vorigen Team MP Motorsport in die Formel 2 zurück. Er beendete zwei Rennen auf dem Podium und belegte in der Gesamtwertung den neunten Platz. An den Rennen in Monaco nahm er nicht teil um beim Indianapolis 500 starten zu können. Ende 2019 gab es Gespräche zwischen ihm und dem Alpine F1 Team über eine Rolle als Simulatorfahrer. Durch seine Renneinsätze hatte er allerdings nicht genügend Zeit für die Stelle. Durch die COVID-19-Pandemie fielen seine Rennen aus und bisherige Simulatorfahrer durften nicht mehr nach Großbritannien einreisen. Dadurch kam es im Frühjahr dann doch zur Zusammenarbeit. Zusätzlich ist er seit 2021 auch Simulator- und Testfahrer für das Formel-E-Team Mahindra Racing.

## Persönliches
Kings Vater Justin King ist CEO der britischen Supermarktkette Sainsbury’s.

## Statistik

### Karrierestationen
| - 2005–2010: Kartsport - 2010: Formel Palmer Audi (Platz 23) - 2010: Britische Formel Renault, Winterserie (Platz 15) - 2011: Britische Formel Renault (Platz 8) - 2011: Nordeuropäische Formel Renault (Platz 10) - 2011: Formel 2 (Platz 14) - 2011: Britische Formel Renault, Winterserie (Platz 12) | - 2012: Toyota Racing Series (Platz 5) - 2012: Formel Renault 2.0 Eurocup (Platz 13) - 2012: Nordeuropäische Formel Renault (Platz 2) - 2013: Europäische Formel 3 (Platz 6) - 2013: Britische Formel 3 (Meister) - 2014: Europäische Formel 3 (Platz 7) - 2015: GP2-Serie (Platz 12) | - 2015: Formel 1 (Testfahrer) - 2016: GP2-Serie (Platz 7) - 2016: Formel 1 (Testfahrer) - 2018: IndyCar Series (Platz 22) - 2017: Formel 2 (Platz 11) - 2019: Formel 2 (Platz 9) |

### Einzelergebnisse in der europäischen Formel-3-Meisterschaft
| Jahr | Team   | Motor      | 1   | 2   | 3   | 4   | 5   | 6   | 7   | 8   | 9   | 10  | 11  | 12  | 13  | 14  | 15  | 16  | 17  | 18  | 19  | 20  | 21  | 22  | 23  | 24  | 25  | 26  | 27  | 28  | 29  | 30  | 31  | 32  | 33  | Punkte | Rang |
| ---- | ------ | ---------- | --- | --- | --- | --- | --- | --- | --- | --- | --- | --- | --- | --- | --- | --- | --- | --- | --- | --- | --- | --- | --- | --- | --- | --- | --- | --- | --- | --- | --- | --- | --- | --- | --- | ------ | ---- |
| 2013 | Carlin | Volkswagen | MON | MON | MON | SIL | SIL | SIL | HO1 | HO1 | HO1 | BRH | BRH | BRH | SPI | SPI | SPI | NOR | NOR | NOR | NÜR | NÜR | NÜR | ZAN | ZAN | ZAN | VAL | VAL | VAL | HO2 | HO2 | HO2 |     |     |     | 176    | 6.   |
| 2013 | Carlin | Volkswagen | 7   | DNF | 9   | 11  | DNF | 6   | 11  | 9   | 5   | 7   | 13  | 11  | 3   | 6   | 5   | 17  | 9   | 9   | 4   | 4   | DNF | 4   | 4   | 2   | 13  | DNF | 5   | 6   | 8   | 9   |     |     |     | 176    | 6.   |
| 2014 | Carlin | Volkswagen | SIL | SIL | SIL | HO1 | HO1 | HO1 | PAU | PAU | PAU | HUN | HUN | HUN | SPA | SPA | SPA | NOR | NOR | NOR | MOS | MOS | MOS | SPI | SPI | SPI | NÜR | NÜR | NÜR | IMO | IMO | IMO | HO2 | HO2 | HO2 | 217    | 7.   |
| 2014 | Carlin | Volkswagen | 3   | 6   | 9   | 3   | 9   | 7   | 5   | 18* | 9   | 5   | DNF | DNS | 10  | 10  | 10  | DNF | 2   | 3   | 2   | 5   | DNF | 9   | DNF | 7   | 4   | 6   | 5   | 2   | 19  | 11  | 6   | 13  | 2   | 217    | 7.   |

### Einzelergebnisse in der GP2-Serie / FIA-Formel-2-Meisterschaft
| Jahr | Team               | 1   | 2   | 3   | 4   | 5   | 6   | 7   | 8   | 9   | 10  | 11  | 12  | 13  | 14  | 15  | 16  | 17  | 18  | 19  | 20  | 21  | 22  | 23  | 24  | Punkte | Rang |
| ---- | ------------------ | --- | --- | --- | --- | --- | --- | --- | --- | --- | --- | --- | --- | --- | --- | --- | --- | --- | --- | --- | --- | --- | --- | --- | --- | ------ | ---- |
| 2015 | Racing Engineering | BRN | BRN | ESP | ESP | MON | MON | AUT | AUT | GBR | GBR | HUN | HUN | BEL | BEL | ITA | ITA | RUS | RUS | BRN | BRN | UAE | UAE |     |     | 60     | 12.  |
| 2015 | Racing Engineering | 4   | 9   | 14  | 11  | 9   | DNF | 12  | 7   | 22* | 10  | 6   | 12  | 8   | 2   | 8   | DNF | DNF | 15  | 9   | 6   | 6   | C   |     |     | 60     | 12.  |
| 2016 | Racing Engineering | ESP | ESP | MON | MON | AZE | AZE | AUT | AUT | GBR | GBR | HUN | HUN | GER | GER | BEL | BEL | ITA | ITA | MAS | MAS | UAE | UAE |     |     | 122    | 7.   |
| 2016 | Racing Engineering | 7   | 3   | DNF | 16  | 12* | 4   | 8   | 1   | 8   | 1   | 8   | 2   | 15  | 11  | 2   | 12  | 7   | 4   | 5   | 14  | 13  | 10  |     |     | 122    | 7.   |
| 2017 | MP Motorsport      | BRN | BRN | ESP | ESP | MON | MON | AZE | AZE | AUT | AUT | GBR | GBR | HUN | HUN | BEL | BEL | ITA | ITA | ESP | ESP | UAE | UAE |     |     | 62     | 11.  |
| 2017 | MP Motorsport      | 4   | 5   | 9   | 5   | 9   | 8   | 6   | DSQ | 9   | 6   | 7   | DNF | 15  | 11  | DNF | 14  | 10  | 20  | 6   | DNF | 8   | DNF |     |     | 62     | 11.  |
| 2019 | MP Motorsport      | BRN | BRN | AZE | AZE | ESP | ESP | MON | MON | FRA | FRA | AUT | AUT | GBR | GBR | HUN | HUN | BEL | BEL | ITA | ITA | RUS | RUS | UAE | UAE | 79     | 9.   |
| 2019 | MP Motorsport      | 17  | 8   | 3   | DNF | 7   | 7   |     |     | 6   | 11  | 8   | 7   | 10  | 9   | 6   | 4   | C   | C   | 6   | 2   | 12  | 9   | 12  | 9   | 79     | 9.   |

### Einzelergebnisse in der IndyCar Series
| Jahr | Team                           | 1   | 2   | 3   | 4    | 5   | 6    | 7   | 8   | 9   | 10  | 11  | 12  | 13  | 14  | 15  | 16  | 17  | Punkte | Rang |
| ---- | ------------------------------ | --- | --- | --- | ---- | --- | ---- | --- | --- | --- | --- | --- | --- | --- | --- | --- | --- | --- | ------ | ---- |
| 2018 | Ed Carpenter Racing            | STP | PHO | LBH | ALA  | IMS | INDY | DET | DET | TXS | ROA | IOW | TOR | MDO | POC | STL | POR | SNM | 175    | 22.  |
| 2018 | Ed Carpenter Racing            | 21° |     | 18  | 14   | 24  |      | 16  | 18  |     | 12  |     | 11° | 12  |     |     | 15  | 13  | 175    | 22.  |
| 2019 | Rahal Letterman Lanigan Racing | STP | COA | ALA | LBH  | IMS | INDY | DET | DET | TXS | ROA | TOR | IOW | MDO | POC | STL | POR | LAG | 12     | 36.  |
| 2019 | Rahal Letterman Lanigan Racing |     |     |     | 2426 |     |      |     |     |     |     |     |     |     |     |     |     |     | 12     | 36.  |

(Legende)

### Le-Mans-Ergebnisse
| Jahr | Team                  | Fahrzeug | Teamkollege              | Teamkollege  | Platzierung | Ausfallgrund    |
| ---- | --------------------- | -------- | ------------------------ | ------------ | ----------- | --------------- |
| 2019 | Jackie Chan DC Racing | Oreca 07 | David Heinemeier Hansson | Ricky Taylor | Ausfall     | Getriebeschaden |